# Juizado Especial Criminal
O Juizado Especial Criminal (JECrim) é um órgão da estrutura do Poder Judiciário brasileiro destinado a promover a conciliação, o julgamento e a execução de qualquer infração de menor potencial ofensivo. Tais ilícitos penais são todas as contravenções penais, independentemente das sanções previstas em lei, e os crimes com pena privativa de liberdade cominada de até dois anos, cumulada ou não com multa.
Sua criação, ao lado do Juizado Especial Cível, foi prevista no inciso I do artigo 98 da Constituição brasileira de 1988, sendo que sua efetiva implantação só veio a ocorrer com a promulgação da Lei Federal n.° 9.099, de 26 de setembro de 1995.
De acordo com o artigo 2° da referida lei, os procedimentos nos Juizados Especiais devem ser orientados pelos princípios da oralidade, informalidade, economia processual, simplicidade e celeridade, buscando sempre promover a composição civil, ou a transação penal, que é um acordo eventualmente realizado entre o Ministério Público e o "autor do fato", expressão utilizada pela Lei nº 9.099/1995 para designar a pessoa que se viu envolvida na prática de uma infração penal de menor potencial ofensivo, sendo certo que este tem a faculdade de não aceitá-lo e optar pelo prosseguimento do feito.
No âmbito da Justiça Federal, no entanto, os Juizados Especiais só vieram a ser instituídos por meio da Lei n.° 10.259, de 12 de julho de 2001.